# Xã Felson, Quận Pembina, Bắc Dakota
Xã Felson (tiếng Anh: Felson Township) là một xã thuộc quận Pembina, tiểu bang Bắc Dakota, Hoa Kỳ. Năm 2010, dân số của xã này là 86 người.